# Günter Faltin

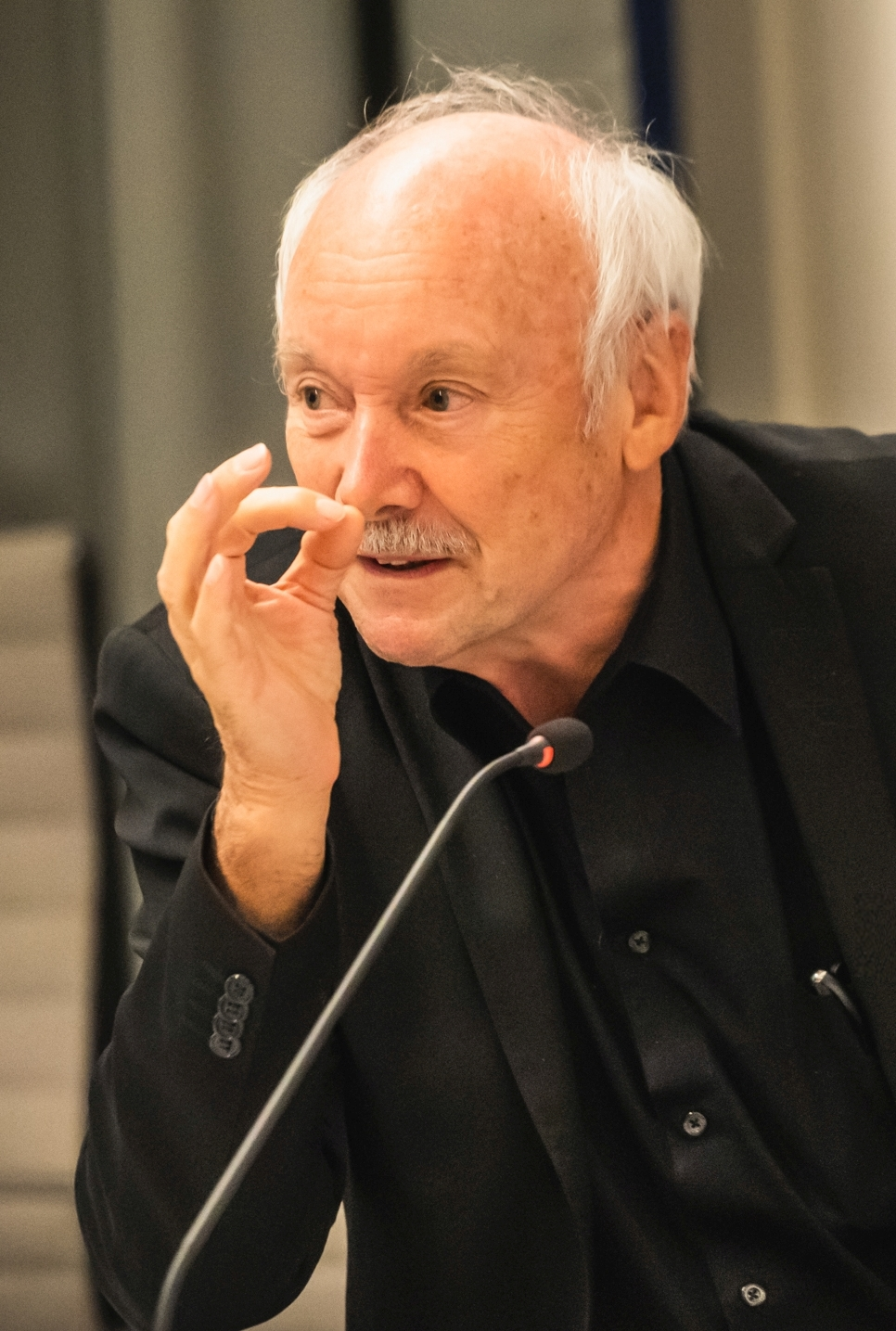
Günter Faltin, 2022

Günter Faltin (* 25. November 1944 in Bamberg) ist ein deutscher Hochschullehrer und Unternehmensgründer, Stifter und Autor.

## Leben
Günter Faltin wuchs in Bamberg auf. Er studierte von 1964 bis 1968 Volkswirtschaft in St. Gallen (Schweiz) und Tübingen. 1972 promovierte er an der Universität Konstanz über Milton Friedman. 1977 erhielt er einen Ruf als Professor an die Freie Universität Berlin, wo er den Arbeitsbereich Entrepreneurship aufbaute. Er wurde auf mehrjährige DAAD-Gastprofessuren in Asien berufen und hielt wissenschaftliche Vortragsreihen und Workshops, darunter in den USA, Kanada, Mexiko, Brasilien, Russland, Georgien, Ukraine, Südkorea und Japan. Von 2013 bis 2020 lehrte er als Gastprofessor am International College for Digital Innovation der Universität Chiang Mai.
Faltin war von 1984 bis 1988 Vizepräsident der Deutschen Aktionsgemeinschaft für Bildung – Erfindung – Innovation (DABEI), Sektion Berlin. 1999 gründete er das Labor für Entrepreneurship an der Freien Universität Berlin, das im Jahr 2000 vom Innovationscampus Wolfsburg adaptiert wurde. Er war von 2000 bis 2003 Experte im Projekt Entrepreneurship in Education and Training in Russia, Ukraine der European Training Foundation (einer Institution der EU).
1985 initiierte er das Unternehmen Projektwerkstatt GmbH mit der Idee der „Teekampagne“. Das Unternehmen ist seit 1995 Händler und nach Angaben des Tea Board of India größter Importeur von Darjeeling-Tee weltweit.
Faltin ist Initiator (seit 1992) und Sponsor des Wiederaufforstungsprojekts S.E.R.V.E, das vom World Wide Fund for Nature (WWF) für Darjeeling/Indien dort organisiert wird. Er ist Gründungsmitglied des Existenzgründer-Instituts e. V. (seit 1995). Er ist Business Angel und Coach verschiedener Start-Ups, darunter die ebuero AG (seit 2001), die RatioDrink AG (2006). 2001 errichtete er die Stiftung Entrepreneurship, die den jährlich stattfindenden Entrepreneurship Summit veranstaltet.
2009 nahm er den „Deutschen Gründerpreis“ für die Teekampagne entgegen.
2010 verlieh der Bundespräsident ihm als Pionier des Entrepreneurship-Gedankens in Deutschland den Bundesverdienstorden.
2017 Sein Buch „Kopf schlägt Kapital. Die ganz andere Art, ein Unternehmen zu gründen“  erschien in der 11. Auflage, als Taschenbuch in der 6. Auflage. Es erschien in neun fremdsprachigen Ausgaben: Englisch, Italienisch, Niederländisch, Chinesisch (VR China, Taiwan), Thai, Georgisch, Türkisch, Koreanisch.
2018 Ehrendoktorwürde der Staatlichen Universität Tiflis, anlässlich ihres 100-jährigen Bestehens.

## Lehre
Im Mittelpunkt von Faltins Lehre steht die Idee, dass Entrepreneurship heute allgemein zugänglich sei. In Abgrenzung zu Business Administration sei Entrepreneurship ein kreativer Akt. In der Wissensgesellschaft sei ein durchdachtes Ideenkonzept (Entrepreneurial Design) für den Erfolg einer Unternehmensgründung oft ausschlaggebender als die Verfügung über große Mengen von Kapital (konzept-kreative Gründungen). Darüber hinaus könne eine Gründung aus fertigen Komponenten erfolgen. Durch die weltweite Normierung von Qualitäten und Leistungen in der Form von Komponenten könne der Entrepreneur sogar im Konzert großer Unternehmen mitspielen. Es genüge oft, bereits vorhandene Komponenten in einer neuen Weise miteinander zu kombinieren.

## Auszeichnungen
- 1997: Award der Price-Babson-Foundation, Boston, For Bringing Entrepreneurial Vitality to Academe
- 2007: Vision Award für Lebensunternehmer
- 2009: Deutscher Gründerpreis: Sonderpreis für die Teekampagne[3]
- 2010: Verdienstkreuz am Bande des Verdienstordens der Bundesrepublik Deutschland[4]
- 2018: Dr. h. c. der Universität Tiflis[5]

## Veröffentlichungen
- Bildung und Einkommenserzielung: Das Defizit: Unternehmerische Qualifikationen. In: Axt, Karcher, Schleich: Ausbildungs- oder Beschäftigungskrise in der Dritten Welt? Frankfurt am Main 1987.
- The University and Entrepreneurship. In: Education in Transition. Wiesbaden 1992.
- mit S. Ripsas, J. Zimmer (Hrsg.): Entrepreneurship. Wie aus Ideen Unternehmen werden. München 1998.
- mit J. Zimmer: Reichtum von unten. 2. Auflage. Berlin 1996. Griechische Ausgabe 2004.
- Das Netz weiter werfen – Für eine neue Kultur unternehmerischen Handelns. In: Faltin, Ripsas, Zimmer (Hrsg.): Entrepreneurship. Wie aus Ideen Unternehmen werden. München 1998.
- Competencies for Innovative Entrepreneurship. In: Adult Learning and the Future of Work. UNESCO Institute for Education, Hamburg 1999.
- Creating a Culture of Innovative Entrepreneurship. In: Journal of International Business and Economy. Band 2, Nr. 1, 2001.
- Für eine Kultur des Unternehmerischen – Entrepreneurship als Qualifikation der Zukunft. In: Bucher, Lauermann, Walcher (Hrsg.): Leistung – Lust & Last. Wien 2005.
- Erfolgreich gründen. Der Unternehmer als Künstler und Komponist. DIHK, Berlin 2007.
- Kopf schlägt Kapital. Die ganz andere Art, ein Unternehmen zu gründen. Von der Lust, ein Entrepreneur zu sein. 11. Auflage: München: 2017. Taschenbuch:  6. Auflage. München 2023.
- Entrepreneurship als innovativer Prozess – von Anfangsideen, konzept-kreativen Gründern und der Entrepreneurial Society. In: Hermann Doppler, Markus Eurich, Günter Faltin et al., Winfried W. Weber (Hrsg.): Peter Drucker – der Mann, der das Management geprägt hat: Erinnerungen und Ausblick zum 100. Geburtstag. Göttingen: 2009.
- Wir sind das Kapital. Erkenne den Entrepreneur in dir. Aufbruch in eine intelligente Ökonomie. 2. Auflage. Hamburg: 2019. ISBN 978-3-86774-419-5
- Handbuch Entrepreneurship. Springer Gabler, Wiesbaden 2018. ISBN 978-3-658-04993-5.
- DAVID gegen GOLIATH: Wir können Ökonomie besser. Freiburg: 2. Aufl. 2019. ISBN 978-3-648-12564-9

### Audio Books.
- Kopf schlägt Kapital. Die ganz andere Art, ein Unternehmen zu gründen. Von der Lust, ein Entrepreneur zu sein. Gesprochen von Stephan Reimertz. Hanser, München 2009. ISBN 978-3-00-030009-7.